# Il manuale completo del suicidio
Il manuale completo del suicidio (完全自殺マニュアル?, Kanzen Jisatsu Manyuaru, lit. Completo Suicidio Manuale) è un libro giapponese scritto da Wataru Tsurumi. L'autore si occupa del problema della "durezza della vita" nella società giapponese.
È stato pubblicato per la prima volta il 4 luglio 1993 e ha venduto più di un milione di copie. Nel post scriptum l'autore dice: "Pensare che nel momento peggiore e cruciale si possa sfuggire al dolore suicidandosi, rende più facile vivere il momento. Quindi, distribuendo questo libro, voglio rendere questa società soffocante un posto più facile in cui vivere. Questo è l'obiettivo del libro. E non intendo mai incoraggiare i lettori a suicidarsi."
Sebbene questo libro sia un manuale, l'autore spiega la sua filosofia durante tutto il libro e si oppone alla pressione sociale di vivere in modo forte. In ogni metodo di suicidio, valuta diversi aspetti del suicidio come la dolorosità, la disgustosità del corpo, la probabilità di fallimento e i costi in caso di fallimento, e così via. Il fatto che si possa facilmente identificare il metodo di suicidio meno doloroso e più semplice è stato controverso all'epoca della pubblicazione.

## Il libro
Poiché il libro doveva essere un manuale, l'autore non si è dedicato troppo spazio alla discussione delle ragioni e della filosofia del suicidio, anche se pone retoricamente la domanda "Perché bisogna vivere?". Wataru si limita ad esporre i metodi di suicidio uno per uno e ad analizzare ciascuno di essi in dettaglio.
Questo libro di 198 pagine fornisce descrizioni e analisi esplicite su un'ampia gamma di metodi di suicidio come l'overdose, l'impiccagione, il salto da luogo elevato e l'avvelenamento da monossido di carbonio. Il libro fornisce una valutazione concreta di ciascun metodo in termini di dolore provocato, sforzo di preparazione richiesto, aspetto del corpo e letalità. Copre 11 metodi di suicidio:
1. Overdose
2. Impiccagione
3. Auto-defenestrazione
4. Taglio del polso e dell'arteria carotide
5. Collisione
6. Avvelenamento da gas
7. Elettrocuzione
8. Annegamento
9. Auto-immolazione
10. Congelamento
11. Varie

Ogni capitolo inizia con un grafico che valuta il metodo in questione in termini di dolorosità, tempo/sforzo richiesto, aspetto del corpo, disturbo/disagio per gli altri, conseguenze e letalità. Ognuno di questi aspetti è valutato da 1 a 5 teschi, con 5 teschi che indicano la valutazione più alta.

## Reazione del pubblico
Poiché il codice penale giapponese censura solo le rappresentazioni grafiche degli organi sessuali, questo libro non è stato censurato dal governo. Alcune prefetture hanno designato il libro come yuugaitosho (libro dannoso per i giovani), che ne limita la vendita di libri ai minori, mentre alcune prefetture, come Tokyo, hanno deciso di non farlo. Ci sono molti suicidi in cui il libro è stato ritrovato insieme al corpo, compresi diversi casi di suicidio di studenti delle scuole medie. Il libro non incoraggia né scoraggia il suicidio, e inoltre non dice a coloro che pensano al suicidio di cercare aiuto, sebbene espressioni come "completamente indolore" ed "esperienza meravigliosa" siano usate per indicare che alcuni metodi sono meno dolorosi e più fatali di altri. Inoltre, il libro mostra che alcuni metodi popolari di suicidio hanno tassi di successo molto bassi. Per questo motivo, alcuni sostengono che dalla sua pubblicazione il libro abbia reso i tentativi di suicidio più fatali. Alcuni attribuiscono l'alto tasso di suicidio del Giappone non solo al numero di persone che tentano il suicidio, ma anche al fatto che le persone usano metodi più fatali, anche se non si sa in che misura il libro abbia contribuito a questa tendenza.
Questo libro è diventato popolare tra i giovani sotto i trent'anni. Dopo intense critiche e dibattiti, l'autore ha successivamente pubblicato il secondo libro, Il nostro manuale completo del suicidio (僕達の完全自殺マニュアル?, Bokutachi no "Kanzen Jisatsu Manyuaru"), ISBN 978-4-87233-153-0, dove ha pubblicato lettere di fan e messaggi di odio che aveva ricevuto. Questo secondo libro contribuì in qualche modo a spostare l'attenzione del pubblico sui vari motivi per cui alcune persone si suicidano, e alla fine la controversia si placò. Il libro è ancora ampiamente disponibile.